# Hervé Hubert
 (juin 2021).
 (juin 2017).
Si vous disposez d'ouvrages ou d'articles de référence ou si vous connaissez des sites web de qualité traitant du thème abordé ici, merci de compléter l'article en donnant les références utiles à sa vérifiabilité et en les liant à la section « Notes et références ».
Pour les articles homonymes, voir Hubert.
Hervé Hubert, né en 1958, est un producteur de télévision et de musique français.

## Biographie
Hervé Hubert est diplômé de l'École supérieure de commerce de Paris.
Il commence par produire des humoristes : Thierry Le Luron, Sim, Benoît Poelvoorde, Francis Perrin, Vincent Lagaf', etc. La rencontre avec Lagaf' marque le début d'une collaboration sur la durée, dans l'univers du spectacle puis de la production musicale.
Il produit quelques chansons humoristiques qui occupent les premières places du Top 50 : Bo le lavabo et La Zoubida de Lagaf' où La Simca 1000 des Chevaliers du Fiel.
À partir de l'année 1994, il devient essentiellement producteur d'émissions de télévision avec Drôle de Jeu et Le Bigdil puis Attention à la marche !
En 1999, il vient chercher en l'absence de Lagaf', le trophée des 7 d'or de la personnalité de l'année, décerné à l'humoriste. En 2000, il obtient le 7 d'or de la Meilleure Emission de Jeu pour Le Bigdil.
En 2000, Hervé Hubert producteur du Bigdil, propose à Jean-Luc Reichmann de rejoindre TF1 pour y animer la tranche du midi. Ensemble ils développent Attention à la marche !
Toujours en 2000, Hervé Hubert cède les actions de sa société Hubert Productions au groupe Endemol France auquel il a apporté l'activité « jeux » qui représenterait plus de la moitié de l'activité de ce groupe. Le magazine Écran Total lui consacre un article, le 28/03/2007, intitulé « Le Maître des jeux - Hervé Hubert est le premier producteur de jeux en France ».
Il ré-exploite certains concepts anciens d'émissions de jeu, dont La Roue de la fortune pour TF1,.
En 2008, il quitte Endemol France. Il crée une nouvelle société de production (Hervé Hubert).
Sa nouvelle version du Juste Prix, connaît un certain succès d'audience ; le premier numéro réunissant jusqu'à 7,3 millions de téléspectateurs, avec une part d'audience de 38,7 % sur l'ensemble du public, de 45,8 % sur les ménagères de moins de 50 ans, et de 56,9 % sur les 15-24 ans
Le lancement de la compétition de télé-réalité Les Reines du shopping sur M6 et de Joker sur France 2 obtiennent également des scores d'audience satisfaisants.
En 2016, il lance Les Reines du make-up sur 6Play et propose le format Beauty Express lors du MipTV 2017, distribué par Global Agency.
En octobre 2016, il inaugure un nouveau format au Mipcom intitulé My Wife Rules ! (Chéri(e), c'est moi le chef !). Le programme est en production pour SBT au Brésil, pour A3 en Algérie, pour Kanal D en Roumanie, ainsi qu'en Thaïlande, Turkey, Ukraine. Le format est également étudié pour d'autres territoires : États-Unis, Royaume-Uni, Allemagne, Italie, Espagne, Grèce, Finlande, Israël, Russie, Moyen-Orient, Pologne,.
En avril 2018 lors du MipTV, Hervé Hubert lance le format Fashion Auction, création distribuée par Global Agency,.
En novembre 2019, Hervé Hubert produit pour TF1 le divertissement Mask Singer chaque vendredi en début de soirée. L'émission rencontre une audience satisfaisante en réussissant le meilleur lancement d'un programme de flux pour TF1 depuis The Voice en 2012. L'émission a réuni 7,3 millions de téléspectateurs avec des parts d'audiences record de 32,8 % sur le public de 4 ans et plus, de 48,3 % sur les femmes responsables des achats de 15 à 49 ans, 60 % sur les enfants de 4 à 14 ans, et 58 % sur les 15-24 ans.
Depuis 2022, il produit également avec Jarry et A Prime Group Le Big Show pour France 2.
À l'étranger, il codétient avec Xavier Debatty la principale société de production privée belge Never Ending Story qui produit Septante et un, Mariés au premier regard, Images à l'appui, Expédition Pairi Daiza, Enquêtes, Les Traîtres, etc.
Sa filiale Cover Films, codétenue avec Guillaume Maurice, produit de nombreux documentaires et reportages pour Envoyé spécial, Zone Interdite, Enquête exclusive, Capital, Grands Reportages, Complément d'enquête, etc. Elle a produit le dernier clip de Djadja et Dinaz, La Force Tranquille

## Émissions produites
Hervé Hubert aurait produit (plus de 7 500 numéros d'émissions) dont : 
- 1994 : Spécial Lagaf' (TF1)
- 1997-1999 : Drôle de jeu (TF1)
- 1998-2004 : Le Bigdil (TF1), 7 d'or en 2000 de la meilleure émission de jeu), animé par Vincent Lagaf'
- 1998-1999 : Le Kouij[29] (France 3), animé par Gérard Vives
- 1998 : Les Indiffusables (France 3), avec Les Chevaliers du Fiel
- 2000 - 2003 : Le Bestophe (TF1), animé par Fabrice, Bruno Roblès et Mareva Galanter
- 2001 - 2010 : Attention à la marche ! (TF1), animé et coproduit par Jean-Luc Reichmann
- 2001 : La Soirée Sauvage (TF1), animé et coproduit par Jean-Luc Reichmann
- 2003 - 2005 : Zone rouge (TF1), animé par Jean-Pierre Foucault
- 2004 - 2010 : À prendre ou à laisser (TF1), animé par Arthur
- 2005 - 2006 : Crésus (El legado) (TF1), animé par Vincent Lagaf'
- 2006 - 2011 : La Roue de la fortune (TF1), animé par Christophe Dechavanne et Victoria Silvstedt
- 2007 : Magiciens, leurs plus grands secrets (M6), animé par Stéphane Rotenberg
- 2007 - 2008 : 1 contre 100 (TF1), animé par Benjamin Castaldi
- 2007 : Phénoménal (TF1), animé et coproduit par Jean-Luc Reichmann
- 2007 : 60 secondes du Colisée (France 2), animé par Olivier Minne
- 2007 : Êtes-vous plus fort qu'un élève de 10 ans ? (M6), animé par Roland Magdane
- 2009 - 2016 : Mot de passe (France 2), animé par Patrick Sabatier
- 2009 - 2015 : Le Juste Prix (TF1), animé par Vincent Lagaf'[30],[31],[32]
- 2013 - 2022 : Les Reines du shopping (M6), animé par Cristina Córdula
- 2013 : Dotto (RTBF), animé par Walid
- 2015 - 2021 : Joker (France 2), animé par Olivier Minne
- Depuis 2016 : Les Reines du Make-Up[33] (M6)
- 2017 : Chéri(e), c'est moi le chef ! (France 2) animé par Grégory Cohen
- 2019 : Les Reines des enchères (M6) animé par Cristina Córdula
- Depuis 2019 : Mask Singer (TF1) animé par Camille Combal
- 2022 - 2023 : Le Big Show (France 2) animé par Jarry